# Ixodes rubidus
Ixodes rubidus  (лат.) — вид кровососущих клещей рода Ixodes из семейства Ixodidae. Центральная Америка. Паразитируют на мелких млекопитающих (мелкие хищные, например, куньи, енотовые), также на опоссуме. Вид был впервые описан в 1901 году французским зоологом Луи Жоржем Неманном (Louis Georges Neumann, 1846—1930).

## Распространение
Центральная Америка: Мексика, Панама, Гватемала.